# Carlo Goldoni
Pour les articles homonymes, voir Goldoni.
Œuvres principales
- Arlequin valet de deux maîtres (1746),
- La locandiera (1752)
- Les Rustres (1760)
- Trilogie de La Villégiature : La Manie de la villégiature, Les Aventures de la villégiature et Le retour de la villégiature (1761)
- Le Bourru bienfaisant (pièce en français, 1771)
- Mémoires (1787).

Carlo Osvaldo Goldoni, né le 25 février 1707 à Venise et mort le 6 février 1793 à Paris, est un auteur dramatique vénitien, de langues toscane, vénitienne et française. Créateur de la comédie italienne moderne, il s’est exilé en France en 1762 à la suite de différends esthétiques avec ses confrères.

## Biographie

### Enfance et études

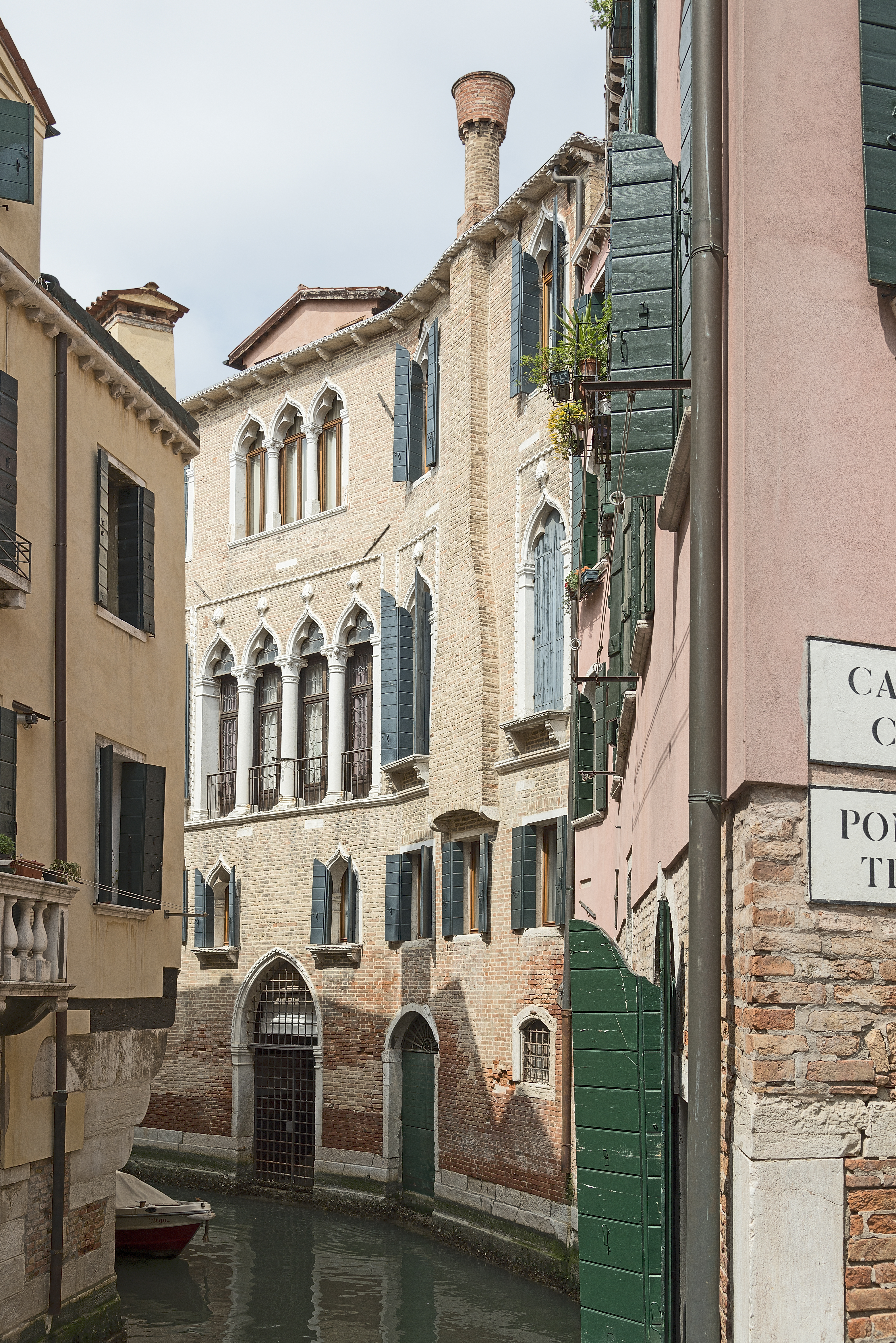
Palazzo Centani, maison natale de Goldoni à Venise.

Né d’un père, Giulio Goldoni, initialement herboriste, puis médecin,, il est attiré dès son enfance par le théâtre en jouant avec des marionnettes proposées par son père et par son grand-père, fonctionnaire de la république de Venise. Il écrit ainsi sa première pièce, une comédie, dès l'âge de huit ans.
Ses parents l'ayant envoyé débuter des études de médecine à Rimini, en 1719-1720, Carlo Goldoni abandonne cette voie, quitte le collège pour accompagner une troupe de comédiens ambulants, fugue brièvement, puis revient à Venise.
En 1722, son oncle Paolo Indrich, procureur à Venise, l'incite à apprendre le droit. En 1723, son père l’inscrit à l’austère Collegio Ghislieri de Pavie, qui impose la tonsure et l’habit monastique aux étudiants. Sa mère souhaitant qu'il soit avocat, il poursuit des études de droit et, découvrant les comédies grecques et latines, commence à écrire. Lors de sa troisième année de droit, il compose un poème satirique, Il colosso, dans lequel il ridiculise les filles de certaines familles de la ville, ce qui ajouté à d’autres débordements le fait exclure du collège et l’oblige à quitter Pavie en 1725.
Il étudie à Udine puis à Modène, pour exercer une carrière d’avocat à Chioggia, puis à Feltre. Il revient dans sa ville natale de Venise où il réussit professionnellement comme avocat, jusqu'en 1747.
Il abandonne en effet peu à peu sa carrière de juriste pour s’occuper de théâtre et écrire des pièces. En 1732, après la mort de son père et pour échapper à un mariage qu’il ne désire pas, il part pour Milan, puis pour Vérone. Le directeur de théâtre Giuseppe Imer (it) l’encourage à écrire dans la veine comique et lui présente Nicoletta Conio, que Goldoni épouse avant de revenir avec elle, une nouvelle fois, à Venise en 1743. Sa vie sera dès lors dédiée à ses activités théâtrales.

### Sa carrière théâtrale en Italie
Sa première œuvre est une tragédie, Amalasunta, représentée sans succès à Milan : Goldoni accepte les critiques et, évoluant vers le drame italien en délaissant les règles d’Aristote, il fait jouer avec plus de succès Belisario en 1734.
Il écrit ensuite plusieurs tragédies. Il se rend vite compte que sa vocation est celle de la comédie. Il combine plusieurs influences, dont celle de la commedia dell'Arte et de Molière, et produit sa première œuvre véritable en 1738 avec L'uomo di mondo.
Il ne cesse alors d’écrire tout en parcourant l’Italie. Installé enfin à Venise, il collabore pour deux opéras avec Antonio Vivaldi (problème de dates s'il revient à Venise en 1743, comme dit plus haut, et collabore seulement à ce moment-là avec Vivaldi (mort en 1741), ou juste problème dans la phrase), est nommé directeur du teatro Sant'Angelo, dont il devient l’auteur attitré, et abandonne définitivement le barreau. Par son talent, il fonde la comédie italienne moderne avec des œuvres comme Momolo Cortesan (qui reste en partie improvisée) et La donna di garbo (it) composée lors du carnaval de 1743 (La Brave Femme, première comédie entièrement rédigée).
En 1757, une polémique l’oppose au traditionalisme de Carlo Gozzi. Cet auteur critique dans ses fiabe le réalisme dangereux des comédies de Goldoni ; il prend également la défense des comédies avec masques de la commedia dell'Arte, que Goldoni cherche à dépasser. Il est également critiqué par les partisans du théâtre baroque comme Pietro Chiari, dont le théâtre bouffon et poétique conquiert les spectateurs.
Ces querelles incessantes ainsi que l’état précaire de ses finances, l’incitent à accepter, en 1761, l’invitation d’Antonio Zanuzzi et plus largement des Comédiens-Italiens. La France lui propose un engagement de deux ans avec un salaire de 6 000 livres, ce qui représente le double de ce que lui versait Vendramin (avec qui Carlo Goldoni est, depuis 1752, en contrat pour le théâtre Saint Luc). Ce qu’il ignorait au moment de partir, c'est, d'une part, qu'un bon comédien du théâtre italien pouvait gagner jusqu'à 15 000 livres et, d'autre part, qu'avec la moitié, il était impossible de vivre décemment à Paris
Goldoni mène aussi l’ambitieux projet de diriger le Théâtre-italien de Paris. Or les comédiens italiens ne lui offraient pas de diriger leur troupe, mais de leur fournir des pièces pour renouveler leur répertoire. Ses dernières pièces italiennes, Le baruffe chiozzotte (Baroufe à Chioggia) et Una delle ultime sere di Carnovale (Un des derniers soirs de Carnaval), sont représentées à Venise au début de 1762. C’est à cette même date qu’il effectue son voyage à Paris, en prenant son temps, en quatre mois.

### Sa carrière en France

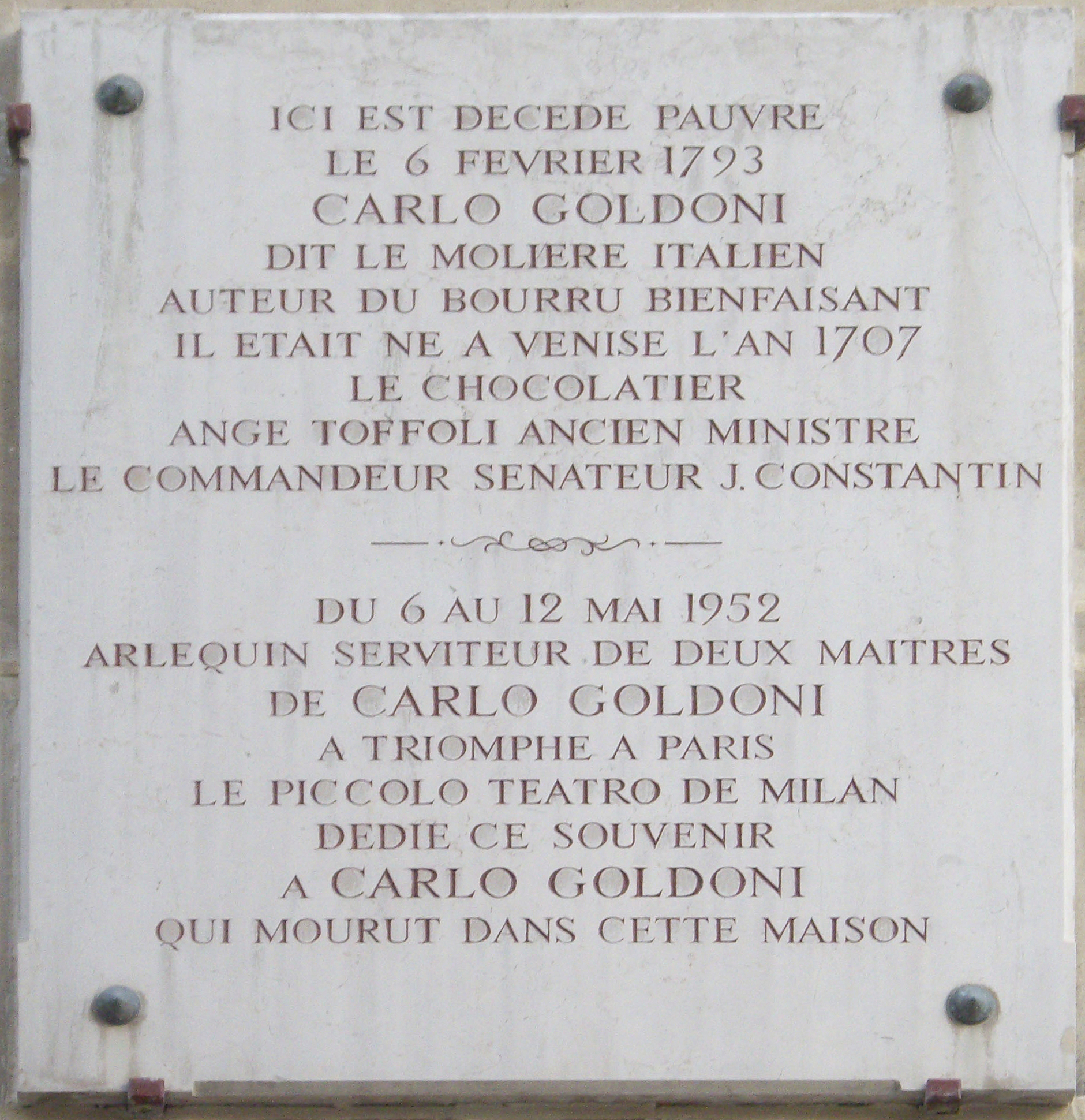
Plaque commémorative au 21, rue Dussoubs à Paris, où mourut Carlo Goldoni.

En 1762, il gagne la France. Il est nommé à la tête du Théâtre-Italien à Paris, y écrivant la plupart de ses pièces en français. Ce voyage en France est motivé par une discussion épistolaire qu'il entretenait avec ce théâtre depuis plusieurs années. Il est aussi sans doute dû à sa renommée dans les cercles littéraires et philosophiques français, qu'il admire. En majorité, ces pièces sont des échecs. Dans ses mémoires, il en reporte la faute sur les comédiens. En 1765, il entre à la cour, notamment grâce à l'aide de Marie-Maximilienne de Silvestre, où il enseigne l’italien aux princesses royales. C'est à l'occasion des festivités accompagnant le mariage, en 1770, du futur Louis XVI et de Marie-Antoinette qu'il décida d'écrire Le Bourru bienfaisant : la pièce est représentée à la Comédie-Française en 1771.
Pendant plusieurs années, de 1784 à 1787, il écrit en français ses Mémoires pour servir à l’histoire de ma vie et celle du théâtre. Le roi lui accorde une pension. La Révolution la supprime en 1792, elle sera rétablie pour sa veuve par la Convention, à la demande de Marie-Joseph Chénier, le lendemain de sa mort. Carlo Goldoni meurt à Paris, dans le lit de Savinien de Bryas au 21 rue Dussoubs le 6 février 1793, assez démuni et est inhumé dans le cimetière Sainte-Catherine.

## Regards sur l’œuvre
Au total, Carlo Goldoni a écrit en 20 ans plus de 200 pièces d’importances diverses et dans différents genres : tragédies, intermèdes, drames, livrets d’opéra ou saynètes de carnaval ; ses comédies, écrites après 1744, assurent sa célébrité.
Carlo Goldoni a transformé la comédie italienne par ses productions plus que par ses écrits théoriques (Il teatro comico, 1750). Il a su garder le dynamisme de la commedia dell'arte et le jeu des masques en les associant à la comédie d’intrigue et en recherchant un certain réalisme dans la représentation des comportements. En Italie, il s'était heurté aux choix esthétiques de ses confrères, s'étant fait moquer par le dramaturge traditionaliste Carlo Gozzi, qui condamnait son réalisme dangereux, et critiqué par les partisans du théâtre baroque comme Chiari avec son théâtre bouffon et poétique. Ces oppositions et la désaffection du public le conduisirent à l’exil en France.
Il se proclamait toujours admirateur de Molière, tout en reconnaissant ne pouvoir égaler son génie. Il s’en différencie cependant par la légèreté des thèmes et par l’absence de pessimisme. Son œuvre est en effet marquée par sa confiance dans l’homme et son approche humaniste défend les valeurs de l’honnêteté, de l’honneur, de la civilité et de la rationalité. À l'image de Molière, il essaie aussi de critiquer les mœurs de ses contemporains. Certains de ses thèmes le rapprochent également de Marivaux[réf. nécessaire].
Les personnages qu’il a créés ne sont ni des abstractions vertueuses, ni des monstres immoraux ; plutôt : des représentants ordinaires du peuple et de la bourgeoisie. Ce regard amusé et moqueur sur les classes sociales dans un monde changeant fait toujours le charme de ses comédies, qui s’inscrivent aussi dans le courant des Lumières en luttant contre l’intolérance et les abus de pouvoir. Dans ses pièces italiennes, Goldoni n’aborde jamais les sujets touchant l’Église ni à la religion, alors que ses comédies en français ont souvent un ton anticlérical et critiquent l’hypocrisie des moines et du clergé.
Les pièces italiennes sont écrites en toscan littéraire, à la base de l’italien moderne, ou en dialecte vénitien, selon les moments et les lieux où elles ont été écrites.

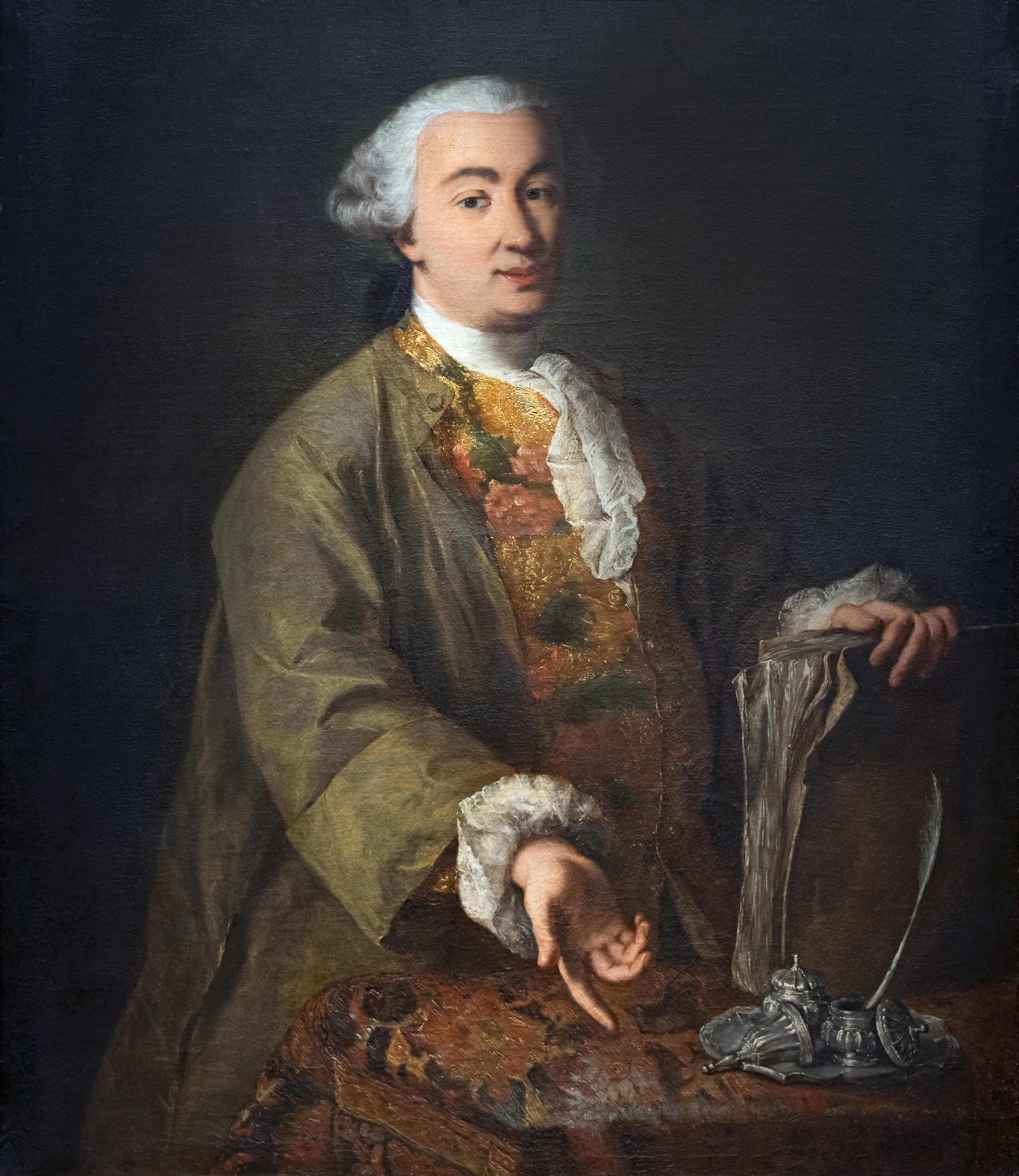
Portrait de Goldoni par Alessandro Longhi.

## Prolongements
L’époque moderne a redécouvert les œuvres de Carlo Goldoni. Des mises en scène brillantes ont marqué les mémoires comme celle, hyperréaliste, de La locandiera par Visconti en 1952, reprise à Paris en 1956. De même, les spectacles inventifs de Giorgio Strehler au Piccolo Teatro de Milan, repris plusieurs fois à Paris au théâtre de l’Odéon, en particulier Arlequin serviteur de deux maîtres entre 1977 et 1998 ont connu le succès. Au XVIIIe siècle, sous le titre : Le Valet de deux maîtres cette pièce devient un opéra-comique, comédie en un acte et en prose, mêlée d'ariettes, par le compositeur François Devienne, sur un livret de Jean-François Roger (1799).

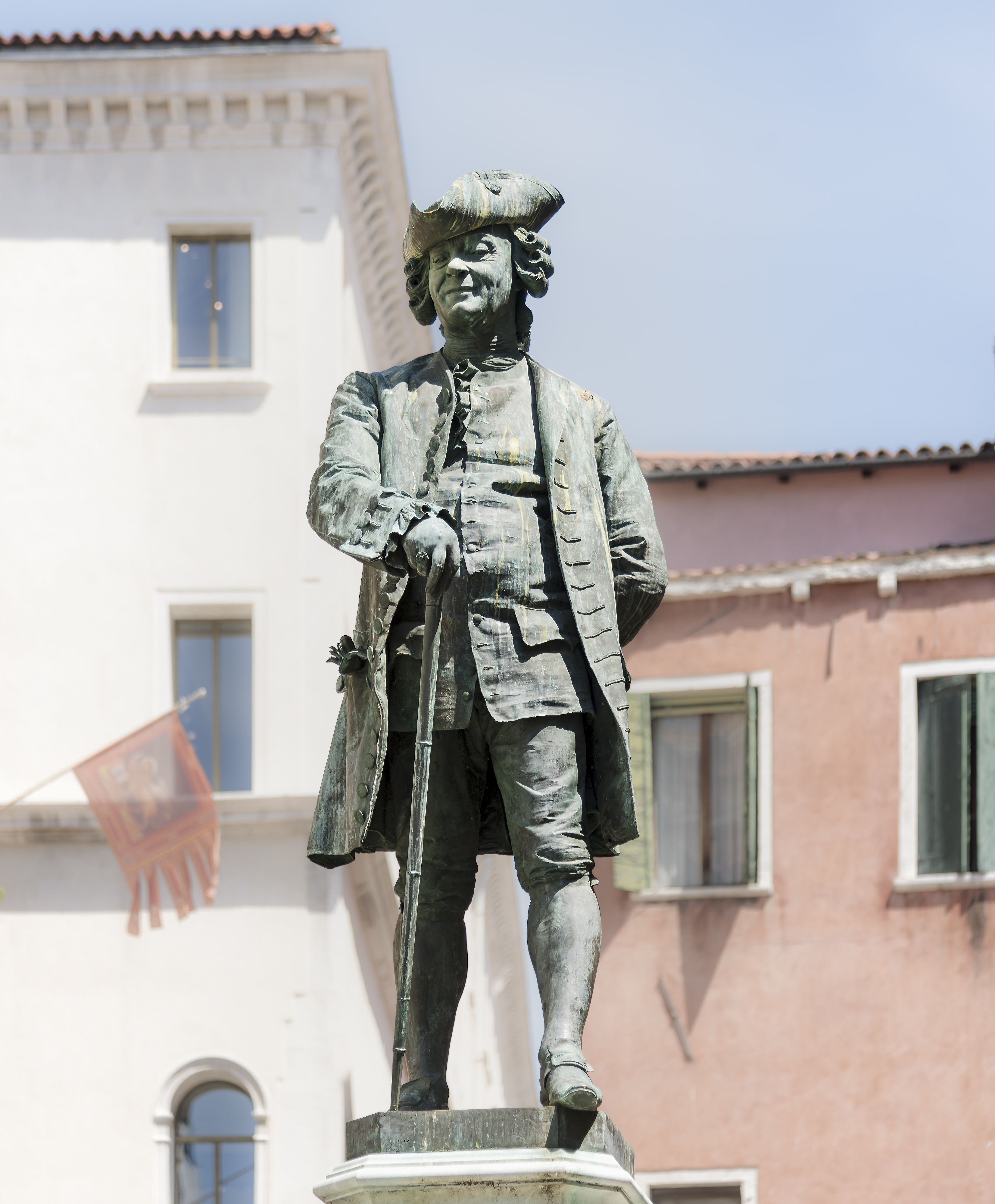
Statue à Venise par Antonio Dal Zotto (1883).

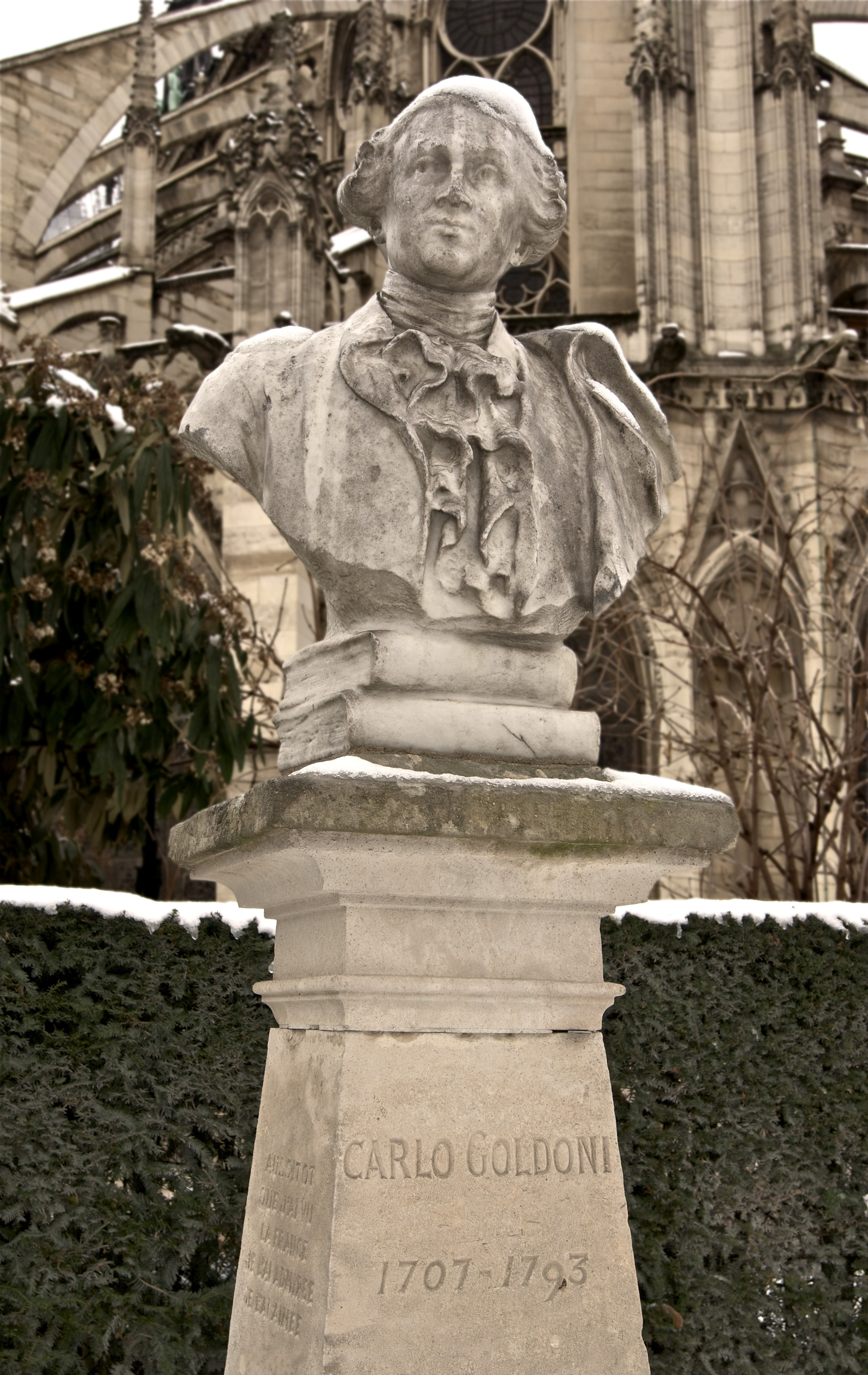
Buste sous la neige à Paris, square Jean-XXIII.

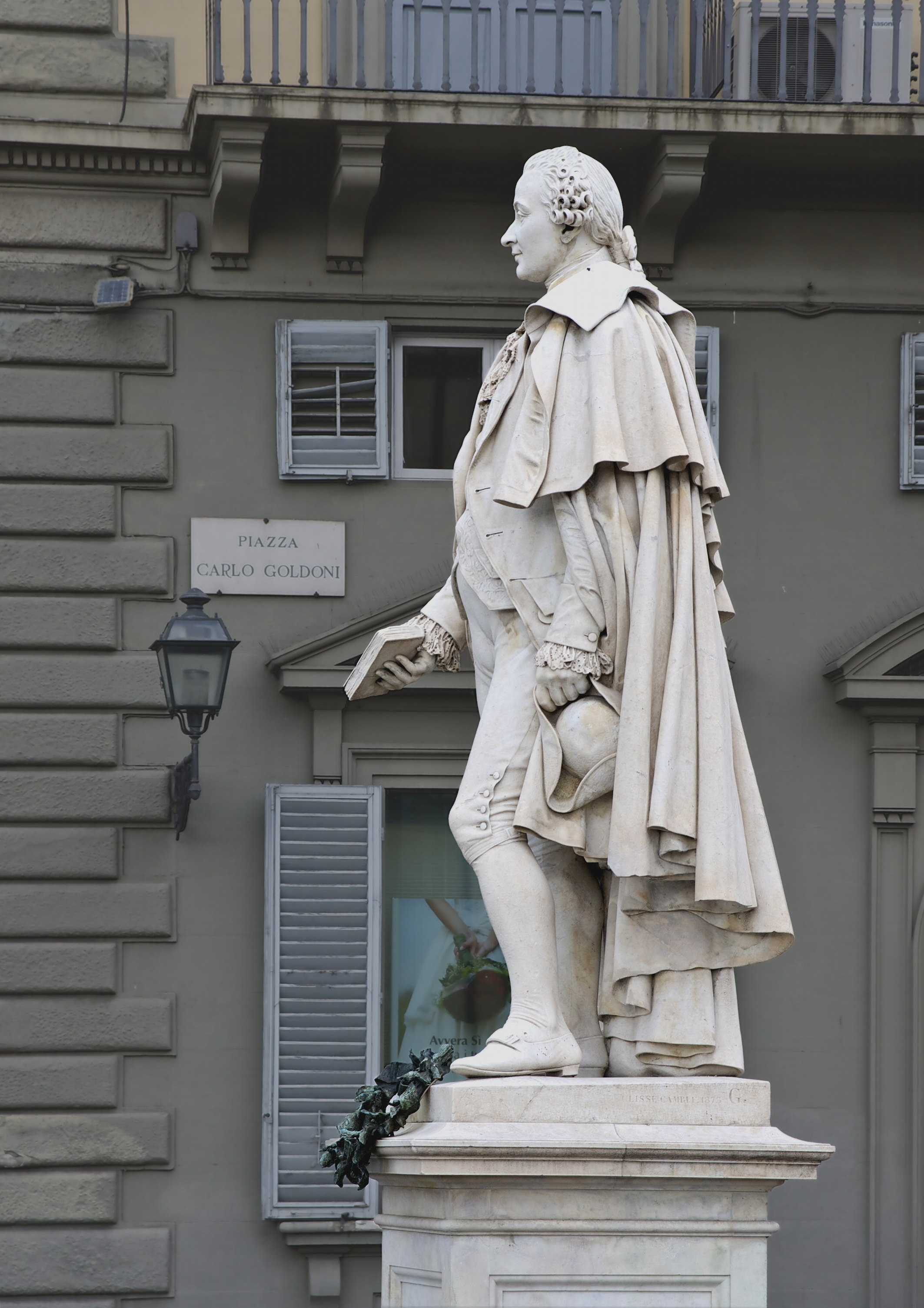
Statue à Florence.

Les pièces de Goldoni sont jouées de nos jours par de nombreuses troupes.
Un théâtre de Venise porte le nom de Teatro Carlo Goldoni.
Il existe depuis 1994 une place Goldoni dans le 2e arrondissement de Paris, proche de la maison où il mourut, dont l’adresse actuelle est le 21, rue Dussoubs.

## Œuvres
Tragédies
- Amalasunta, 1733 (brûlée par Goldoni après la première)
- Rosmonda, 1734
- Griselda, 1734
- Enrico re di Sicilia, 1736
- Gli amori de Alessandro Magno, 1759
- Enea nel Lazio, 1760
- Nerone, 1760
- Artemisia (jamais représentée)

Tragi-comédies
- Belisario, 1734
- Don Giovanni Tenorio o sia il dissoluto (Don Juan Tenorio ou le Dissolu), 1735
- Rinaldo di Montalbano, 1736
- Giustino, 1734-1740
- La sposa persiana (L'Épouse persane), 1753 (en vers)
- Ircana in Julfa (Ircana à Jaffa), 1755
- Ircana in Ispaan (Ircana à Ispahan), 1756
- La peruviana (La Péruvienne), 1754
- La bella selvaggia (La Belle Sauvage), 1758
- La dalmatina (La Dalmatienne), 1758
- Gli amori di Alessandro Magno (Les Amours d'Alexandre le Grand), 1759
- Artemisia (Artémise)
- Enea nel Lazio (Énée au Latium), 1760
- Zoroastro (Zoroastre)
- La bella giorgiana (La Belle Géorgienne)

Comédies
- La pupilla (La Pupille), 1734
- L'uomo di mondo (L'Homme du monde), 1738
- Il prodigo (Le Prodigue), 1739
- Il Momolo cortesan (Momolo courtisan), 1739 (partiellement improvisée)
- Il mercante fallito o sia la bancarotta (Le Failli ou la Banqueroute), 1741
- La donna di garbo (La Brave Femme), 1743
- Il servitore di due padroni (ou Arlecchino servitore di due padroni ; Arlequin serviteur de deux maîtres), 1745 (pour le canevas, entièrement rédigée en 1753)
- Il frappatore (Le Trompeur), 1745
- I due gemelli veneziani (Les Deux Jumeaux vénitiens), 1745
- L'uomo prudente (L'Homme prudent)
- La vedova scaltra (La Veuve rusée), 1748
- L'avvocato veneziano (L'Avocat vénitien), 1748
- La putta onorata (L'Honnête Fille), 1749
- La buona moglie (La Bonne Épouse), 1749
- Il cavaliere e la dama (Le Chevalier et la Dame), 1749
- Il padre di famiglia (Le Père de famille), 1750
- La Famiglia dell'antiquario ossia La Suocera e la nuora (La Famille de l'antiquaire), 1750
- L'erede fortunata (L'Héritière fortunée), 1750
- Le femmine puntigliose (Les Femmes pointilleuses), 1750-1751
- La bottega del caffè (Le Café), 1750-1751
- Il bugiardo (Le Menteur), 1750-1751
- L'adulatore (Le Flatteur), 1750
- Il poeta fanatico (Le Poète fanatique), 1750
- La Pamela (Pamela nubile), 1750
- Il cavaliere di buon gusto (Le Gentilhomme de bon goût), 1750
- Il giocatore (Le Joueur), 1751
- Il vero amico (L'Ami véritable), 1751
- La finta ammalata (La Fausse Malade), 1751
- La dama prudente (La Dame prudente), 1751
- L'incognita (L'Inconnue), 1751
- L'avventuriere onorato (L'Honnête Aventurier), 1751
- I pettegolezzi delle donne (Les Cancans), 1750-1751
- Il Moliere (Molière), 1751
- La castalda (L'Administratrice), 1751
- L'amante militare (L'Amant militaire), 1751
- Il tutore (Le Tuteur), 1752
- La moglie saggia (Une sage épouse), 1752
- Il feudatario (Le Feudataire), 1752
- Le donne gelose (Les Femmes jalouses), 1752
- La serva amorosa (La Servante amoureuse), 1752
- I puntigli domestici (Les Tracas domestiques), 1752
- La figlia obbediente (La Fille obéissante), 1752
- I mercanti (Les Marchands), 1753
- La locandiera, 1753
- Le donne curiose (Les Femmes curieuses), 1753
- Il contrattempo o sia il chiacchierone imprudente (Le Contretemps ou le Bavardage imprudent), 1753
- La donna vendicativa (La Femme vindicative), 1753
- Il geloso avaro (L'Avare jaloux), 1753
- La donna di testa debole o sia la vedova infatuata (La Femme fantasque), 1753
- La cameriera brillante (La Brillante soubrette), 1754
- Il filosofo inglese (Le Philosophe anglais), 1754
- Il vecchio bizzarro (Le Vieil Original), 1754
- Il festino (Le Banquet), 1754
- L'impostore (L'Imposteur)
- La madre amorosa (La Mère amoureuse), 1754
- Terenzio (Térence), 1754
- Il marchese di Montefosco (Le marquis de Montefosco), 1754
- Torquato Tasso (Le Tasse), 1755
- Il cavaliere giocondo (Le Joyeux Gentilhomme), 1755
- Le massere (Les Cuisinières), 1755
- I malcontenti (Les Mécontents), 1755
- La buona famiglia (La Bonne Famille), 1755
- Le donne de casa soa (Les Femmes de chez lui), 1755
- La vedova spiritosa (La Veuve spirituelle), 1755
- La donna stravagante (La Femme fantasque), 1756
- Il campiello (Le Carrefour), 1756
- L'avaro (L'Avare), 1756
- L'amante di sé medesimo (L'Amoureux de lui-même), 1756
- Il medico olandese (Le Médecin hollandais), 1756 En ligne
- Il Matrimonio discorde (Le Mariage de la discorde), 1756 En ligne
- La donna sola (La Femme seule), 1757
- Il cavaliere di spirito o sia la donna di testa debole (Le Gentilhomme d'esprit ou la Faible d'esprit), 1757
- Il padre per amore (Le Père par amour), 1757
- Lo spirito di contraddizione (L'Esprit de contradiction), 1758
- Il ricco insidiato (Le Riche convoité), 1758
- Le morbinose, 1758
- Le donne di buon umore (Les Femmes de bonne humeur), 1758
- L'apatista o sia l'indifferente (L'Apathique ou l'Indifférent), 1758
- La donna bizzarra (La Femme bizarre), 1758
- La sposa sagace (L'Épouse sagace), 1758
- La donna di governo (Les Femmes de gouvernement), 1758
- La donna forte (La Forte Femme)
- La scuola di ballo (L'École de danse)
- Gl'innamorati (Les Amants), 1759
- Un curioso accidente (Un curieux accident), 1759
- Pamela maritata (Pamela mariée), 1760
- L'impresario delle Smirne (L'Impresario de Smyrne), 1760
- La guerra (La Guerre civile), 1760
- Un curioso accidente (Un curieux accident), 1760
- I rusteghi (Les Rustres), 1760
- La donna di maneggio (La Femme de ménage), 1760
- La burla retrocessa nel contraccambio (La Plaisanterie retournée), 1760
- La casa nova (Le Nouvel Appartement), 1761
- La buona madre (La Bonne Mère), 1761
- La villeggiatura (La Villégiature) trilogie, 1761 :
  - Le smanie per la villeggiatura (La Manie de la villégiature)
  - Le avventure della villeggiatura (Les Aventures de la villégiature)
  - Il ritorno dalla villeggiatura (Le Retour de la villégiature)
- Lo scozzese (L'Écossais), 1761
- L'amore paterno o sia la serva riconoscente (L'Amour paternel ou la Suivante reconnaissante), 1761
- Il buon compatriotto (Le Bon Compatriote)
- Sior Todero brontolon o sia il vecchio fastidioso (Théodore le Grincheux), 1762
- Le baruffe chiozzotte (Barouf à Chioggia), 1762
- Una delle ultime sere di carnevale (Une des dernières soirées de carnaval), 1762
- L'osteria della posta (L'Auberge de la poste), 1762
- Il matrimonio per concorso (Le Mariage sur concours)
- Les Amours d'Arlequin et de Camille, Paris, 1763
- La Jalousie d'Arlequin, Paris, 1763
- L'Inquiétude de Camille, Paris, 1763
- Gli amori di Zelinda e Lindoro (Les Amours de Zélinde et de Lindor), 1764
- La gelosia di Lindoro (La Jalousie de Lindor), 1763-1764
- L'inquietudini di Zelinda (Les Inquiétudes de Zelinda)
- Gli amanti timidi o sia l'imbroglio dei due ritratti (Les Amants timides ou l'Affaire des deux portraits), 1765
- Il ventaglio (L'Éventail), 1765
- Chi la fa l'aspetta o sia i chiassetti del carneval, 1765
- Il genio buono e il genio cattivo (Le Bon Génie et le Mauvais Génie), 1768
- Le Bourru bienfaisant, Paris, 1771
- L'Avare fastueux, Paris, 1776

Opéras serias
- Amalasunta, 1732
- Gustavo primo, re di Svezia, vers 1738
- Oronte, re de' Sciti, 1740
- Statira, vers 1740

Opéras bouffes
- La fondazione di Venezia, 1736
- Lugrezia romana in Costantinopoli (Lucrèce romaine à Constantinople), 1737
- La contessina (La Jeune Comtesse, musique de Giacomo Maccari), 1743
- Bertoldo, Bertoldino e Cacasenno, d'après le recueil de nouvelles du même nom, musique de Vincenzo Legrenzio Ciampi, 1748
- La favola de' tre gobbi, 1749
- L'Arcadia in Brenta (L'Arcadie à Brenta, musique de Galuppi), 1749
- Il negligente (Le Négligent), 1749
- Il finto principe (Le Faux Prince), 1749
- Bertoldo, Bertoldino e Cacasenno, 1749
- Arcifanfano re de' matti (Arcifanfano, roi des fous), 1750
- Gli uccellatori (les oiseleurs) - musique de Florian Leopold Gassmann, 1750
- Il mondo della luna (Le Monde de la lune, musique de Haydn), 1750
- Il mondo alla rovescia o sia le donne che comandano (Le Monde à l'envers ou les Femmes qui commandent), 1750
- Il paese della cuccagna (Le Pays de cocagne), 1750
- La mascherata (La Masquée), 1751
- Il conte Caramella, 1751
- Le virtuose ridicole (Les Vertueux ridicules), 1752
- I portentosi effetti della madre natura (Les Effets de mère nature), 1752
- Le pescatrici (Les Pêcheurs, musique de Haydn), 1752
- La calamita de' cuori (La Peine de cœur), 1753
- I bagni di Abano (Les Bains d'Abano), 1753
- Il filosofo di campagna (Le Philosophe de campagne, musique de Galuppi), 1754
- Il festino (Le Festin), 1754
- Lo speziale (L'apothicaire) (mis en musique par Vincenzo Pallavicini et Domenico Fischietti, Carnaval 1755, Venise; mis en musique par Joseph Haydn, 28 septembre 1768, Eszterháza)
- Le nozze (Les Noces), 1755
- La buona figliuola (La Bonne Fille, musique de Piccinni), 1757
- L'isola disabitata (L'Île inhabitée), 1757
- Il mercato di Malmantile (Le Marché de Malmantile, musique de Domenico Fischietti), 1758
- La donna di governo (La Femme de gouvernement), 1758
- Gli uccellatori, 1759
- Buovo d'Antona, 1759
- La fiera di Sinigaglia (La Foire de Sinigaglia), 1760
- I viaggiatori ridicoli (Les voyageurs ridicules ), 1761
- La Vittorina, 1772
- Il re alla caccia (Le Roi à la chasse)
- La Bouillotte
- I volponi
- L'astuzia felice (L'Heureuse Astuce)

Cantates et sérénades
- La ninfa saggia (La Nymphe sage)
- Gli amanti felici (Les Heureux Amants)
- Le quattro stagioni (Les Quatre Saisons)
- Il coro delle muse (Le Chœur des Muses)
- La pace consolata (La Paix consolée)
- L'amor della patria (L'Amour de la patrie)
- L'oracolo del Vaticano (L'Oracle du Vatican)

Oratorio
- Magdalena conversio (La Conversion de Madeleine)

Pièce religieuse
- L'unzione del reale profeta Davide (L'Onction du prophète royal David)

Poésie
- Il colosso (Le Colosse), 1725, satire contre les filles de Pavie qui firent expulser l’auteur du Collège Ghislieri
- Il quaresimale in epilogo, 1725-1726

Intermezzi
- Il buon padre (Le Bon Père), 1729
- La cantatrice, 1729
- Il gondoliere veneziano o sia gli sdegni amorosi (Le Gondolier vénitien ou les mépris amoureux), 1733
- La pupilla (La Pupille), 1734
- La birba, 1734
- Il quartiere fortunato, 1734-1744
- L'amor fa l'uomo cieco (L'Amour rend aveugle)
- Il disinganno (La Déception)

Ouvrages
- Il teatro comico, 1750-1751
- Nuovo teatro comico, Venise, Appresso F. Pitteri, Venice, 1757-1763
- Mémoires pour servir à l'histoire de ma vie et à celle du théâtre, Paris, Duchesne, 1787 (autobiographie en français)
- Opere teatrali, Venise, A. Zatta e figli, 1788-1795

Traduction
- La storia di Miss Jenny (Histoire de Miss Jenny) de Marie-Jeanne Riccoboni

## Hommage
- Carlo Goldoni - Venezia Gran Teatro del Mondo, film d'Alessandro Bettero[8].